# 関西産業
関西産業株式会社（かんさいさんぎょう、英: KANSAI corporation）は、滋賀県彦根市南川瀬町にある焼却炉・炭化製品を製造・販売する企業。
大阪府高槻市にある同名の不動産会社とは、資本・人的ともに無関係。

## 事業内容
- コンポストプラント
- 炭化炉発電装置
- バイオマス
- 発電装置

## 会社概要
- 設立日　1941年（昭和16年）12月26日
- 代表取締役　児島裕明（兒島裕明）
- 資本金　5000万円
- 所在地　滋賀県彦根市南川瀬町1666番地
- HP: www.kansai-sangyo.co.jp

## 受章歴
- 昭和43年(1968) 社団法人発明協会より　特賞
- 昭和49年(1974) 社団法人発明協会より　発明奨励賞/●社団法人発明協会より　功労賞
- 昭和50年(1975) 科学技術庁長官賞　受賞
- 昭和54年(1979) 財団法人クリーンジャパンセンター  再資源化貢献企業　会長賞
- 昭和57年(1982) 社団法人発明協会より　発明奨励賞
- 昭和60年(1985) 科学技術庁長官賞　受賞（故会長）
- 昭和61年(1986) 黄綬褒章　（故会長）
- 昭和63年(1988) 社団法人発明協会より　中小企業庁長官奨励賞/発明実施功績賞
- 平成元年(1989) 社団法人発明協会より　中小企業庁長官奨励賞/発明実施功績賞
- 平成 2年(1990) 通商産業大臣賞　工業所有権制度関係
- 平成 3年(1991) 社団法人発明協会より　発明奨励功労賞
- 平成 3年(1991) 紺綬褒章　（故会長）
- 平成 4年(1992) 勲五等双光旭日章　（故会長）
- 平成12年(2000) 社団法人発明協会より　近畿通商産業局長賞
- 平成16年(2004) 文部科学大臣賞　受賞 (社長)
- 平成20年(2008) 社団法人発明協会より　奨励功労賞
- 平成21年(2009) 黄綬褒章 （社長)
- 平成22年(2010) 紺綬褒章 （社長）

## サービス拠点
- 北海道
- 岩手県
- 栃木県
- 福岡県

## その他
- 会社入口に恐竜トリケラトプスの骨格標本がある。

## 関連会社
- 有限会社カンサイコーポレーション（賃貸マンション・テナント）
- 松原観光有限会社（土地賃貸・モータープール）